# Ayla Cataltepe
Ayla Cataltepe (* 1. September 1972 in Göppingen) ist eine deutsche Politikerin (CDU, bis 2024 Bündnis 90/Die Grünen) und seit 2021 Abgeordnete im Landtag von Baden-Württemberg.

## Leben und Beruf
Cataltepe war zunächst als Medizinisch-Technische Assistentin und Berufsschulpädagogin für Labormedizin tätig. Ab 2011 war sie persönliche Referentin für mehrere Landtagsabgeordnete. Sie lebt mit ihrer Tochter in Eislingen/Fils.

## Politik
Cataltepe war Vorsitzende des Grünen-Ortsvereins in Eislingen/Fils. Bei der Landtagswahl 2021 kandidierte sie im Wahlkreis Göppingen und gewann mit 28,8 % der gültigen Stimmen das Erstmandat, wodurch ihr der Einzug in den Landtag gelang. Cataltepe war für die Grünen Mitglied im Landtagsausschuss des Inneren, für Digitalisierung und Kommunen sowie im Ständigen Ausschuss. Am 6. Dezember 2024 gab sie ihren Austritt aus Bündnis 90/Die Grünen bekannt. Am 10. Dezember 2024 trat sie der CDU bei.